# 749 Malzovia
749 Malzovia eller 1913 RF är en asteroid i huvudbältet, som upptäcktes 5 april 1913 av den sovjetiske astronomen Sergej Beljavskij vid Simeiz-observatoriet på Krim. Den har fått sitt namn efter den ryska amatörastronomen S. I. Malzov.
Asteroiden har en diameter på ungefär 11 kilometer.